# جبل الدير
جبل الدّير جبل يقع بشمال غربي الجمهورية التونسية بولاية الكاف، شمال شرقي مدينة الكاف. يبلغ ارتفاعه 1084 م.

## مواضيع ذات صلة
- جبال تونس
- ولاية الكاف